# Naoki Naitō
Naoki Naitō (内藤 直樹 Naitō Naoki?,  nacido el 30 de mayo de 1968 en Shizuoka) es un exfutbolista japonés. Jugaba de defensa y su último club fue el Vissel Kobe de Japón.

## Trayectoria

### Clubes
| Club                | País  | Año         |
| ------------------- | ----- | ----------- |
| Hitachi             | Japón | 1991 - 1992 |
| Shimizu S-Pulse     | Japón | 1992 - 1995 |
| Sanfrecce Hiroshima | Japón | 1996        |
| Vissel Kobe         | Japón | 1997 - 1998 |